# Humbert Corbeau
Humbert Corbeau est un lignage rendu célèbre par sa participation à la guerre des Awans et des Waroux.
On les rencontre avec différentes orthographes : 
- Humbert ou Humberti ;
- Corbeau, Corbeax, Corbeaux, Cor beau, Corbeauze

## Humbert Corbeau (dit le Vieux)
Fils de Humbert de Dammartin, dit Humbert de Lexhy. Lui et ses cinq frères étaient appelés les six frères d'Awans. En 1217, ils brûlèrent la ferme de Lantin qui appartenait à l'hospice de Cornillon à Liège. Excédé par l'audace de ces chevaliers, le prince-évêque Hugues de Pierrepont convoqua les milices liégeoises et alla assiéger les incendiaires réfugiés dans le château d'Awans. Ceux-ci furent contraints de se rendre et d'accepter les conditions de paix fort humiliantes imposées par le chapitre de Saint-Lambert. 
Les coupables suivis de cent chevaliers descendraient de cheval, iraient à pied depuis la porte Sainte-Walburge jusqu'à l'église de Cornillon pour redresser le crucifix qu'on aurait baissé au milieu de l'église en signe de deuil.
Il dut aussi payer une forte amende (40 marcs), et fournir douze chevaliers de son lignage qui garantirent par serment de faire observer la paix. 
Il eut deux fils :
- Humbert Corbeau II, son aîné ;
- Guillaume d'Awans, seigneur d'Awans entre 1259 et 1268. Il épouse une fille de d'Ywen de Montferrant.

## Humbert CorbeauII
Il succède à son frère. C'est lui qui déclencha par son orgueil la célèbre guerre des Awans et des Waroux. 
Il se marie d'abord à la fille d'Eustache Persand de Haneffe qui lui donne trois filles. Ensuite, il épouse une fille du lignage de Saint-Servais. Il n'eut qu'un fils : Guillaume d'Awans dit de Guillaume de Bierset. 
Il meurt (tombé de son cheval, il ne put se relever vu le poids de son armure) durant le combat de Loncin le 1er juin 1298.
Sa dalle funéraire se trouve dans l'église d'Awans. On peut y lire l'inscription suivante :
Chi gist Mesires Humbiers Corbeauze, Chevaliers, sires d'Awans, ki trespassat le premier iour de resallh (Juin) l'an de grasce MCC IIII vins et XVIII. Deu l'arme de li. Amen
À sa mort, l'avouerie passe à sa fille aînée, épouse de Libert de Clermont car il n'y a plus d'héritier mâle.

## Humbert Corbeau de Clermont
Fils de Libert de Clermont. Ruiné, il cède le 25 janvier 1331 au prince-évêque Adolphe de La Marck les avoueries d'Awans et de Loncin ainsi que son fief d'Awans. Le prix fixé était 2 400 livres tournois.
L'abbé de Prüm se considérait toujours comme légitime propriétaire, il contesta donc la vente. Il s'ensuivit une interminable suite de procédures jusqu'à la révolution française qui clôtura bien évidemment définitivement les discussions.